# Evgenij Mit'kov
Evgenij Viktorovič Mit'kov (in russo Евгений Викторович Митьков?; Šelechov, 23 marzo 1972) è un ex pallavolista russo.
Giocava nel ruolo di schiacciatore o libero.

## Palmarès

### Club
- Campionato tedesco: 1

1999-00
- Campionato russo: 1

2001-02
- Coppa dei Campioni: 1

1997-98
- Coppa Italia: 1

1997-98
- Supercoppa italiana: 1

1997

### Nazionale (competizioni minori)
- Campionato europeo under 20 1990
- Campionato mondiale under 21 1991